# Ras Banas
Ras Banas (arab. رأس بناس; hist. gr. Lepte Akra) – przylądek w Egipcie nad Morzem Czerwonym przy miejscowości Barnis. Jest to wysunięty w morze cypel, na południe od którego znajduje się Okropna Zatoka (ang. Foul Bay). W pobliżu znajduje się wyspa Dżazirat Mukawwa. Na rafach koralowych w okolicy Ras Banas znajdują się nieliczne czerwonomorskie tereny lęgowe żółwi morskich.